# Khama Billiat
Khama Billiat est un footballeur zimbabwéen né le 19 août 1990 à Harare. Il évolue au poste de milieu offensif.

## Palmarès
- Champion d'Afrique du Sud en 2014 et 2016 avec le Mamelodi Sundowns (Afrique du Sud).
- Vainqueur de la Coupe d'Afrique du Sud en 2015 avec le Mamelodi Sundowns (Afrique du Sud).
- Ligue des champions de la CAF 2016